# John Sullivan (General)

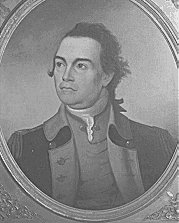
John Sullivan

John Sullivan (* 17. Februar 1740 in Somersworth, New Hampshire Colony; † 23. Januar 1795 in Durham, New Hampshire) war ein amerikanischer General während des Unabhängigkeitskrieges und ein Delegierter beim Kontinentalkongress. Sullivan diente als Generalmajor in der Kontinentalarmee und als Gouverneur des Bundesstaates New Hampshire. Am bekanntesten ist er als Anführer der Sullivan-Expedition 1779. Dies war eine gegen diejenigen Irokesen gerichtete Strafexpedition der verbrannten Erde, die sich gegen die amerikanischen Revolutionäre erhoben hatten.

## Frühe Karriere
Sullivan wurde in Somersworth am 17. Februar 1740 als dritter Sohn des Schulmeisters geboren. Er studierte bei Samuel Livermore aus Portsmouth Rechtswissenschaft und begann 1764 in Durham als Anwalt zu arbeiten. Zu Beginn seiner Karriere verärgerte er viele seiner Nachbarn, da er als einziger Anwalt der Stadt auch viele Klagen über Zwangsvollstreckungen bearbeitete. Doch 1772 hatte er sich etabliert und begann damit, die Beziehungen zu seiner Umgebung zu verbessern.
Er wurde von der Stadt Durham zur Generalversammlung der Kolonie entsandt und knüpfte eine Freundschaft mit dem königlichen Gouverneur John Wentworth. Als die amerikanische Revolution aufzog, näherte er sich mehr den Radikalen an. Im Jahr 1774 sandte ihn der erste Provinzialkongress, also die Versammlung der Aufständischen, als Delegierten zum Kontinentalkongress. Während des folgenden Jahres kehrte er zum Provinzialkongress zurück, aber nach einer Ernennung zum Brigadegeneral im Juni brach er auf, um sich der Armee bei der Belagerung von Boston anzuschließen.

## Revolutionskrieg
Nachdem die Briten Boston im Frühling 1776 geräumt hatten, sandte George Washington General Sullivan in den Norden, um den gefallenen John Thomas als Kommandeur in Kanada zu ersetzen. Er übernahm das Kommando der kranken und schwächelnden Invasionsstreitmacht, führte einen erfolglosen Gegenangriff gegen die Briten bei Trois-Rivières und zog sich mit den Überlebenden nach Crown Point zurück. Dies führte zur ersten von mehreren Streitigkeiten zwischen dem Kongress und General Sullivan, da ein Sündenbock für die gescheiterte Kanadainvasion gesucht wurde. Er wurde jedoch entlastet und am 9. August zum Generalmajor befördert.
Sullivan schloss sich wieder Washington an. Ihm wurde das Kommando über die Truppen auf Long Island übertragen, um New York vor einer Umzingelung durch die Truppen des britischen Generals William Howe zu bewahren. Doch am 23. August teilte Washington das Kommando unter Sullivan und General Israel Putnam auf. Verwirrung über die Befehlsgewalt trug zur Niederlage der Amerikaner in der Schlacht von Long Island bei. Sullivans persönlicher Mut wurde nicht in Frage gestellt, da er sich den hessischen Angreifern mit einer Pistole in jeder Hand entgegenstellte. Dieser Heldenmut konnte die Niederlage jedoch nicht abwenden, und er geriet in Gefangenschaft.
Als Gefangener gab er sein Ehrenwort (prisoner under parole) zurückzukehren und überbrachte Briefe von Admiral Richard Howe an den Kongress. Als die anschließenden Friedensverhandlungen auf Staten Island im September 1776 scheiterten, suchten einige im Kongress, besonders John Adams, die Schuld bei Sullivan.

## Krieg mit der Hauptarmee
General Sullivan wurde im Rahmen eines Gefangenenaustauschs freigelassen und kehrte an die Seite Washingtons unmittelbar vor der Schlacht von Trenton zurück. Dort sicherte seine Division die wichtige Brücke über den Assunpink Creek nördlich der Stadt. Dies verhinderte das Entkommen und führte zur hohen Zahl an hessischen Söldnern, die gefangen genommen werden konnten. Im Januar 1777 bewährte sich Sullivan auch in der Schlacht von Princeton.
Im August führte er einen fehlgeschlagenen Versuch an, Staten Island zurückzuerobern. Erneut beanstandete ihn der Kongress, doch er wurde vom Untersuchungsausschuss entlastet. Kurze Zeit später erlitten die Amerikaner Verluste bei Brandywine und Germantown. Der Kongress war frustriert über die fortgesetzte britische Besetzung von Philadelphia. Doch da Washington der einzige war, der die Armee zusammenhielt, beschuldigte der Kongress stattdessen Sullivan. So wurde er im Frühjahr 1778 auf einen unwichtigen Posten in Rhode Island versetzt.
Im Sommer 1779 führte Sullivan die Sullivan-Expedition, einen massiven, jedoch letztendlich nicht entscheidenden Feldzug gegen die Irokesen im westlichen Teil des Staates New York. Während dieser Expedition zerstörten seine Truppen eine sehr große Cayuga-Siedlung mit dem Namen Coreogonel, die auf dem westlichen Gebiet der heutigen Stadt Ithaca lag. Er trieb seine Truppen derart an, dass sie ihre Pferde zu Schanden ritten, die getötet werden mussten. Die lauwarme Reaktion des Kongresses zu seinen Anstrengungen war mehr, als er ertragen konnte. Gebrochen, ermüdet und erneut Anfeindungen des Kongresses ausgesetzt nahm er seinen Abschied von der Armee im Jahr 1779 und kehrte nach New Hampshire zurück.

## Nach dem Krieg
Zu Hause war Sullivan ein Held. New Hampshire schickte ihn als Delegierten 1780 erneut zum Kontinentalkongress. Doch er hatte weiterhin Gegner dort. Als er sich 1781 Geld vom französischen Gesandten beim Kongress lieh, beschuldigte man ihn, ein ausländischer Agent zu sein. So nahm er im August seinen Abschied.
Nach Hause zurückgekehrt wurde er 1782 zum Attorney General ernannt, der er bis 1786 blieb. Während dieser Zeit wurde er in das Repräsentantenhaus von New Hampshire gewählt und diente als Parlamentspräsident. Er führte die Bewegung in New Hampshire an, die zur Ratifikation der Verfassung der Vereinigten Staaten am 21. Juni 1788 führte. Er wurde 1786, 1787 und 1789 als Kandidat der Pro-Administration Party zum Präsidenten von New Hampshire, heute etwa Gouverneur, gewählt.
Als die neue Bundesregierung gebildet wurde, wurde er von Washington 1789 zum Bundesrichter des Bezirksgerichts in New Hampshire ernannt. Obwohl seine angeschlagene Gesundheit und sein Alkoholproblem es verhinderten, dass er nach 1792 noch Verhandlungen leiten konnte, so behielt er diesen Posten dennoch bis zu seinem Tod. Seine letzten Jahre verbrachte er krank und senil zu Hause, wo er am 23. Januar 1795 starb. Er wurde auf dem Familienfriedhof in Durham begraben.
Nach ihm wurde das Sullivan County in New Hampshire benannt.

## Freimaurerei
Sullivan wurde 1768 in den Bund der Freimaurer aufgenommen. Seine Mutterloge war die „St. John’s Lodge“ in Portsmouth.
In seiner späteren Laufbahn übte er in der Großloge von New Hampshire das Amt des Großmeisters aus.